# Giovanni Benussi
Giovanni „Ivan“ Benussi (* 15. Juli 1948 in Bozen) ist ein italienischer Politiker, ehemaliger Bürgermeister von Bozen und Architekt.

## Biographie
Der Sohn des ehemaligen Südtiroler Landtagsabgeordneten für den Movimento Sociale Italiano Ruggero Benussi arbeitete nach seinem Studium am IUAV in Venedig als Architekt und engagierte sich über Jahre hinweg in verschiedenen katholischen Vereinen und Gruppierungen.
Im Jahr 2005 trat er mit einer eigenen Lista Benussi bei den Gemeinderatswahlen von Bozen an und war der gemeinsame Kandidat der italienischen Mitte-rechts-Parteien (Alleanza Nazionale, Forza Italia) für das Amt des Bürgermeisters. Am 8. Mai 2005 konnte seine Liste zwei Sitze im Gemeinderat erringen, in der Bürgermeister-Stichwahl vom 22. Mai setzte sich Benussi mit einem Vorsprung von sieben Stimmen gegen den von italienischen Mitte-links-Parteien und der Südtiroler Volkspartei (SVP) unterstützten Amtsinhaber Giovanni Salghetti Drioli durch. In der Folge gelang es ihm allerdings nicht, im Gemeinderat eine Mehrheit für sein Programm und den vorgeschlagenen Stadtrat zu finden, weshalb er bereits am 22. Juni wieder aus dem Bürgermeisteramt ausschied und Bozen in der Folge durch einen außerordentlichen Kommissar verwaltet werden musste.
Bei der nötig gewordenen Wiederholung der Gemeinderatswahlen am 6. November 2005 konnte die Lista Benussi vier Sitze erringen, bei der Wahl des Bürgermeisters musste sich Benussi diesmal allerdings dem Kandidaten der italienischen Mittel-Links-Parteien und der SVP Luigi Spagnolli geschlagen geben, der bereits im ersten Wahlgang auf 50,36 % der Stimmen kam.
Anfang 2011 kam es zu einem Eklat, als Benussi offen das Wirken des Faschismus in Südtirol lobte und den Südtirolern empfahl, vor dem Mussolini-Fries am Bozner Gerichtsplatz „Rosen niederzulegen“.
2015 kandidierte Benussi erneut bei der Bozner Bürgermeisterwahl, wobei er sich der Unterstützung der neofaschistischen Bewegung CasaPound versicherte. Dabei erhielt er jedoch lediglich 6,8 % der Stimmen.